# Paedophryne dekot
Paedophryne dekot is een kikkersoort uit de familie smalbekkikkers (Microhylidae).
Paedophryne dekot is alleen bekend uit Papoea-Nieuw-Guinea. De wetenschappelijke naam Paedophryne dekot is voor het eerst geldig gepubliceerd door Fred Kraus op 12 december 2011.
Het wijfje van dit kikkertje wordt slechts 8,5 tot 9 millimeter lang. Daarmee was het op het moment van de publicatie van de soortnaam de kleinst bekende kikker en zelfs de kleinst bekende viervoeter. Op 11 januari 2012, dertig dagen later, werd echter een nog kleinere soort beschreven: Paedophryne amauensis.
De lichaamskleur is bruin tot roodbruin met aan elke flank twee naar beneden wijzende zwarte driehoeken. De onderzijde is lichtgrijs met bruine vlekken. Het mannetje is nog niet beschreven.